# Entacaponă
Entacapona este un medicament antiparkinsonian, un inhibitor enzimatic reversibil al enzimei catecol-O-metiltransferază (ICOMT), fiind utilizată în tratamentul bolii Parkinson. Calea de administrare disponibilă este cea orală.

## Utilizări medicale
Entacapona este utilizată ca adjuvant în terapia standard cu levodopa/benserazidă sau levodopa/carbidopa, la pacienții adulți cu boală Parkinson și în cazul fluctuațiilor motorii la sfârșit de doză.

## Mecanism de acțiune
Prin asocierea cu levodopa, entacapona inhibă COMT de la nivel periferic, enzima care este implicată în degradarea levodopa. Astfel, utilizarea sa duce la creșterea nivelelor disponibile de levodopa, care vor trece la nivelul SNC, unde este transformată în dopamină. Spre deosebire de acest medicament, tolcapona trece mai ușor bariera hemato-encefalică, acționând atât la nivel central, cât și periferic.